# Берёзовка (Базарно-Карабулакский район)
Берёзовка — село в Базарно-Карабулакском районе Саратовской области в составе сельского поселения Липовское муниципальное образование.

## География
Находится на расстоянии примерно 12 километров по прямой на северо-запад от районного центра поселка Базарный Карабулак.

## История
Официальная дата основания 1743 год.  Назвали его по располагавшейся рядом берёзовой роще, до наших дней сохранившейся лишь частично.  В 1746 году была построена и освящена первая деревянная православная церковь во имя Сергия Радонежского, после чего село также стали называть Сергиевским. После пожара, уничтожившего деревянную церковь в 1820 году построена была каменная Успенская церковь, а в 1871 году ещё и Казанская. По данным 1859 года в Берёзовке насчитывалось268 дворов и 1876 жителей. В 1917 году в Берёзовке насчитывалось 366 дворов и 2604 жителя. В советское время работали колхозы «Перелом» и «Путь к коммунизму».
Интересно, что инициатором появления села стала Троице-Сергиевская лавра, приславшая сюда своих крестьян-переселенцев. До 2018 года село входило в Тепляковское муниципальное образование.

## Население
Постоянное население составляло 639 человек в 2002 году (русские 98%) , 439 в 2010.

## Инфраструктура
Работают детский сад  и средняя школа, дом культуры, фельдшерско-акушерский пункт, три магазина. Село полностью газифицировано.